# Bogumiła Zamora
Zofia Zamora, w zakonie siostra Bogumiła (ur. 7 sierpnia 1949 w Polanowicach, zm. 16 czerwca 2012 w Lublinie) – polska nazaretanka, stróż pamięci i dziedzictwa kardynała Stefana Wyszyńskiego.

## Życiorys
Zofia Zamora wstąpiła do Zgromadzenia Sióstr Najświętszej Rodziny z Nazaretu w Częstochowie 6 sierpnia 1968. Przyjęła imię zakonne Bogumiła. Pierwszą profesję, po odbyciu nowicjatu, złożyła w Częstochowie 29 sierpnia 1971, a śluby wieczyste 15 września 1976 w katedrze wawelskiej w Krakowie. Przyjęła wtedy tajemnicę: od Krzyża.
Pracowała w Krakowie i Częstochowie, gdzie w latach 1976–1977 pełniła posługę opiekunki postulatu, a także w Gdańsku Wrzeszczu, Wadowicach, Kijowie i Gniewaniu. Dwa razy w trakcie życia zakonnego wyjeżdżała do Włoch, gdzie w latach 1988–1992 była przełożoną domu w Borgonovo, a w latach 1997–2001 pracowała w Domu Generalnym nad pismami Matki Założycielki.
Po powrocie z Ukrainy, od 2004 posługiwała w Komańczy, oddając się całkowicie służbie propagowania myśli kardynała Stefana Wyszyńskiego.
Na początku 2012 ujawniła się jej zaawansowana choroba nowotworowa. Ostatnie tygodnie przeżyła w Centrum Onkologii Ziemi Lubelskiej im. św. Jana z Dukli w Lublinie.
O siostrze Bogumile Zamorze powstał w 2007 krótkometrażowy film dokumentalny Dotrzeć do źródła ciszy w reżyserii Alicji Wosik.